# قورچی‌کندی
قورچی‌کندی یکی از روستاهای استان آذربایجان شرقی است که در دهستان گویجه بل بخش مرکزی شهرستان اهر واقع شده‌است. قورچی کندی در زلزله چند سال پیش متأسفانه بافت اصلی خود را از دست داد و اکثر منازل با شیوه جدید شهرسازی ساخته شد.این روستا ۲۵۱ نفر جمعیت دارد.
در قورچی کندی باغهای بسیار زیبا و درختان میوه زیادی وجود دارد که آلبالوهای فوق‌العاده آن در منطقه زبانزد است.